# Biblos Clube de Lectores
Biblos Clube de Lectores és un club de lectura així com una editorial gallega amb seu a Oza-Cesuras. Carmela González és la directora i Tucho Calvo el director literari.
Va començar a funcionar el 2003 amb unn catàleg d'obres en gallec amb una tirada inicial de 278.000 exemplars, distribuït amb els principals diaris de Galícia.
Té habilitada una plataforma de pagament en xarxa des de la que es poden adquirir més de 7.000 títols distints. Funciona mitjançant subscricions, que costen uns 15 euros anyals més el compromís per part del lector de comprar almenys un títol cada dos mesos. Aquesta empresa és l'encarregada d'organitzar el Premi Biblos-Pazos de Galicia, que premia una narradora o narrador menor de 25 anys amb la possibilitat de rematar la seva primera novel·la amb ajuda d'un tutor experimentat.
En agost de 2013 inaugurà una llibreria a Betanzos.